# Red Flag Linux
Red Flag Linux este o distribuție de Linux bazată pe RPM. Este o distribuție specializată pe piața chineză.
1. ↑  „Linux Timeline”. Linux Journal. 31 mai 2006. Arhivat din original la 21 februarie 2014. Accesat în 22 noiembrie 2012.
2. ↑  „红旗桌面版 Red Flag inWise V8.0全新发布”. 23 aprilie 2013. Arhivat din original la 5 martie 2016. Accesat în 24 aprilie 2013.